# Leichtathletik-Weltmeisterschaften 2001/800 m der Frauen

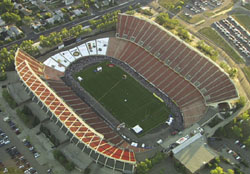
Das Commonwealth Stadium von Edmonton im Jahr 2005

Der 800-Meter-Lauf der Frauen bei den Leichtathletik-Weltmeisterschaften 2001 wurde vom 9. bis 12. August 2001 im Commonwealth Stadium der kanadischen Stadt Edmonton ausgetragen.
Ihren zweiten WM-Titel nach 1993 errang die Olympiasiegerin von 2000 und Olympiadritte von 1996 Maria de Lurdes Mutola aus Mosambik. Bei Weltmeisterschaften hatte sie außerdem 1999 Silber und 1997 Bronze gewonnen. Darüber hinaus war sie vierfache Afrikameisterin (800 Meter: 1990, 1993, 1998 / 1500 Meter: 1990).

Wie bei den Olympischen Spielen im Vorjahr errang die Österreicherin Stephanie Graf die Silbermedaille. Sie lag im Ziel nur drei Hundertstelsekunden hinter Maria Mutola.

Rang drei belegte die Vizeweltmeisterin von 1995 und WM-Dritte von 1999 Letitia Vriesde aus Suriname, die außerdem bei den Panamerikanischen Spielen 1999 den 800-Meter-Lauf für sich entschieden hatte.

## Bestehende Rekorde
| Weltrekord | 1:53,28 min | Jarmila Kratochvílová | München, BR Deutschland       | 26. Juli 1983  |
| WM-Rekord  | 1:54,68 min | Jarmila Kratochvílová | WM 1983 in Helsinki, Finnland | 9. August 1983 |

Der bestehende WM-Rekord wurde bei diesen Weltmeisterschaften nicht eingestellt und nicht verbessert.

## Vorrunde
15. August 2001, 17:35 Uhr
Die Vorrunde wurde in vier Läufen durchgeführt. Die ersten drei Athletinnen pro Lauf – hellblau unterlegt – sowie die darüber hinaus vier zeitschnellsten Läuferinnen – hellgrün unterlegt – qualifizierten sich für das Viertelfinale.

Der erste Vorlauf war der schnellste aller Vorläufe mit einem dicht gedrängten Feld an der Spitze, sodass alle über die Zeitregel für das Halbfinale qualifizierten Teilnehmerinnen aus diesem Rennen kamen.

### Vorlauf 1
9. August 2001, 19:55 Uhr
| Platz | Name                   | Nation                       | Zeit (min) |
| ----- | ---------------------- | ---------------------------- | ---------- |
| 1     | Maria de Lurdes Mutola | Mosambik                     | 1:59,96    |
| 2     | Kelly Holmes           | Großbritannien               | 2:00,08    |
| 3     | Diane Cummins          | Kanada                       | 2:00,46    |
| 4     | Jolanda Čeplak         | Slowenien                    | 2:00,46    |
| 5     | Hazel Clark            | USA                          | 2:00,56    |
| 6     | Anita Brägger          | Schweiz                      | 2:00,65    |
| 7     | Tamsyn Manou           | Australien                   | 2:00,86    |
| 8     | Hind Musa              | Sudan                        | 2:27,96    |
| DNS   | Kazadi Songa           | Demokratische Republik Kongo |            |

### Vorlauf 2
9. August 2001, 20:03 Uhr
| Platz | Name              | Nation      | Zeit (min) |
| ----- | ----------------- | ----------- | ---------- |
| 1     | Faith Macharia    | Kenia       | 2:03,83    |
| 2     | Ivonne Teichmann  | Deutschland | 2:04,03    |
| 3     | Luciana Mendes    | Brasilien   | 2:04,16    |
| 4     | Lwiza Msyani John | Tansania    | 2:04,31    |
| 5     | Natalja Zyganowa  | Russland    | 2:04,55    |
| 6     | Natallja Duchnowa | Belarus     | 2:05,47    |
| 7     | Tatjana Borissowa | Kirgisistan | 2:05,63    |
| 8     | Adama Njie        | Gambia      | 2:07,80    |

### Vorlauf 3

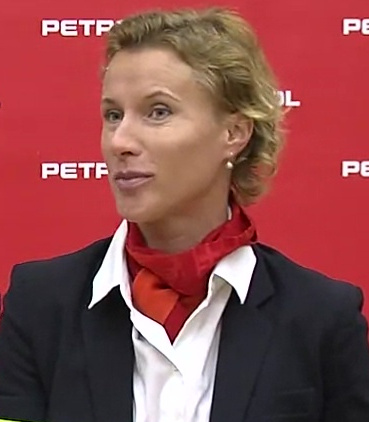
Brigita Langerholc (Foto: 2012) verpasste das Halbfinale um einen Rang
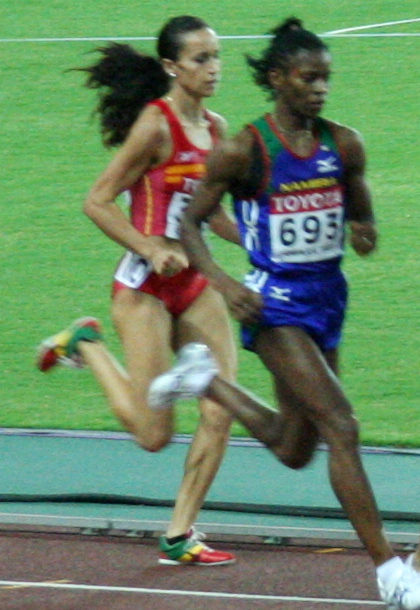
Agnes Samaria (rechts) schied als Sechste ihres Vorlaufs aus

9. August 2001, 20:11 Uhr
| Platz | Name                   | Nation              | Zeit (min) |
| ----- | ---------------------- | ------------------- | ---------- |
| 1     | Letitia Vriesde        | Suriname            | 1:59,51    |
| 2     | Zulia Calatayud        | Kuba                | 2:00,96    |
| 3     | Swetlana Tscherkassowa | Russland            | 2:00,97    |
| 4     | Brigita Langerholc     | Slowenien           | 2:01,05    |
| 5     | Peggy Babin            | Frankreich          | 2:02,48    |
| 6     | Agnes Samaria          | Namibia             | 2:03,11    |
| 7     | Charmaine Howell       | Jamaika             | 2:05,06    |
| 8     | Mariela Álvarez        | Peru                | 2:09,43    |
| 9     | Janill Williams        | Antigua und Barbuda | 2:15,04    |

### Vorlauf 4
9. August 2001, 20:19 Uhr
| Platz | Name                 | Nation     | Zeit (min)                       |
| ----- | -------------------- | ---------- | -------------------------------- |
| 1     | Stephanie Graf       | Österreich | 2:01,78                          |
| 2     | Mayte Martínez       | Spanien    | 2:01,98                          |
| 3     | Swetlana Badrankowa  | Kasachstan | 2:02,19                          |
| 4     | Irina Mistjukewitsch | Russland   | 2:02,50                          |
| 5     | Grace Birungi        | Uganda     | 2:04,26                          |
| 6     | Tina Paulino         | Mosambik   | 2:06,36                          |
| DSQ   | Zwetelina Kirilowa   | Bulgarien  | IAAF Rule 163.3 – Bahnübertreten |
| DNS   | Süreyya Ayhan        | Türkei     |                                  |

## Halbfinale
In den beiden Halbfinalläufen qualifizierten sich die jeweils ersten vier Athletinnen – hellblau unterlegt – für das Finale.

### Halbfinallauf 1

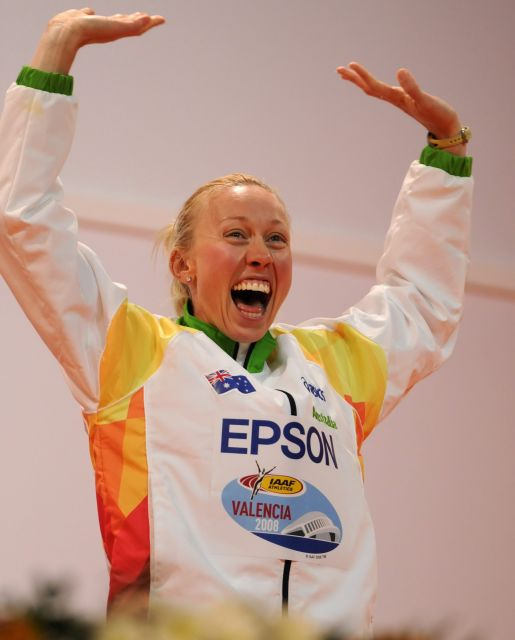
Tamsyn Manou, frühere Tamsyn Lewis, schaffte es als Siebte ihres Halbfinals nicht in den Endlauf
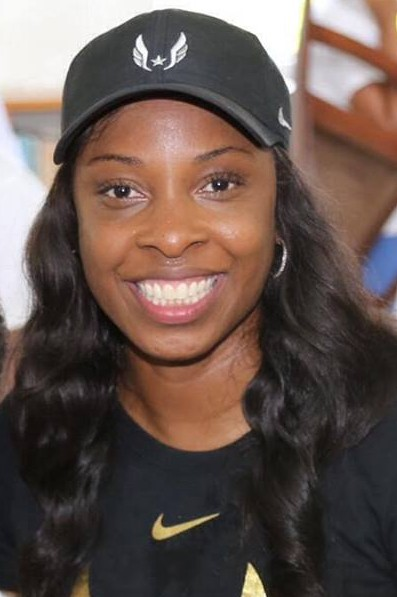
Hazel Clark (hier im Jahr 2014) erreichte im ersten Halbfinale nicht das Ziel

10. August 2001, 20:05 Uhr
| Platz | Name                   | Nation         | Zeit (min) |
| ----- | ---------------------- | -------------- | ---------- |
| 1     | Stephanie Graf         | Österreich     | 2:01,24    |
| 2     | Kelly Holmes           | Großbritannien | 2:01,90    |
| 3     | Diane Cummins          | Kanada         | 2:02,07    |
| 4     | Ivonne Teichmann       | Deutschland    | 2:02,16    |
| 5     | Jolanda Čeplak         | Slowenien      | 2:02,65    |
| 6     | Swetlana Tscherkassowa | Russland       | 2:02,85    |
| 7     | Tamsyn Manou           | Australien     | 2:03,16    |
| DNF   | Hazel Clark            | USA            |            |

### Halbfinallauf 2
10. August 2001, 20:13 Uhr
| Platz | Name                   | Nation     | Zeit (min) |
| ----- | ---------------------- | ---------- | ---------- |
| 1     | Maria de Lurdes Mutola | Mosambik   | 1:59,47    |
| 2     | Letitia Vriesde        | Suriname   | 1:59,58    |
| 3     | Mayte Martínez         | Spanien    | 2:00,09    |
| 4     | Faith Macharia         | Kenia      | 2:00,24    |
| 5     | Zulia Calatayud        | Kuba       | 2:01,04    |
| 6     | Luciana Mendes         | Brasilien  | 2:01,94    |
| 7     | Anita Brägger          | Schweiz    | 2:02,22    |
| 8     | Swetlana Badrankowa    | Kasachstan | 2:02,24    |

## Finale

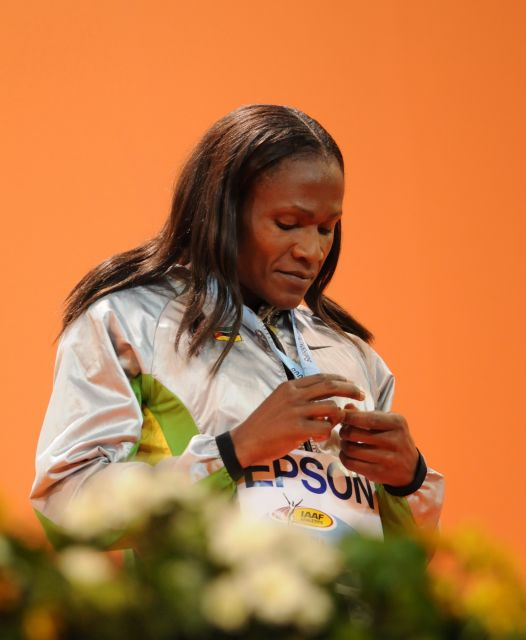
Die aktuelle Olympiasiegerin Maria Mutola wurde nach 1993 zum zweiten Mal Weltmeisterin, darüber hinaus hatte sie viele weitere Medaillen gesammelt

12. August 2001, 15:45 Uhr
| Platz | Name                   | Nation         | Zeit (min) |
| ----- | ---------------------- | -------------- | ---------- |
| 1     | Maria de Lurdes Mutola | Mosambik       | 1:57,17    |
| 2     | Stephanie Graf         | Österreich     | 1:57,20    |
| 3     | Letitia Vriesde        | Suriname       | 1:57,35    |
| 4     | Faith Macharia         | Kenia          | 1:58,98    |
| 5     | Diane Cummins          | Kanada         | 1:59,49    |
| 6     | Kelly Holmes           | Großbritannien | 1:59,76    |
| 7     | Mayte Martínez         | Spanien        | 2:00,09    |
| 8     | Ivonne Teichmann       | Deutschland    | 2:04,33    |

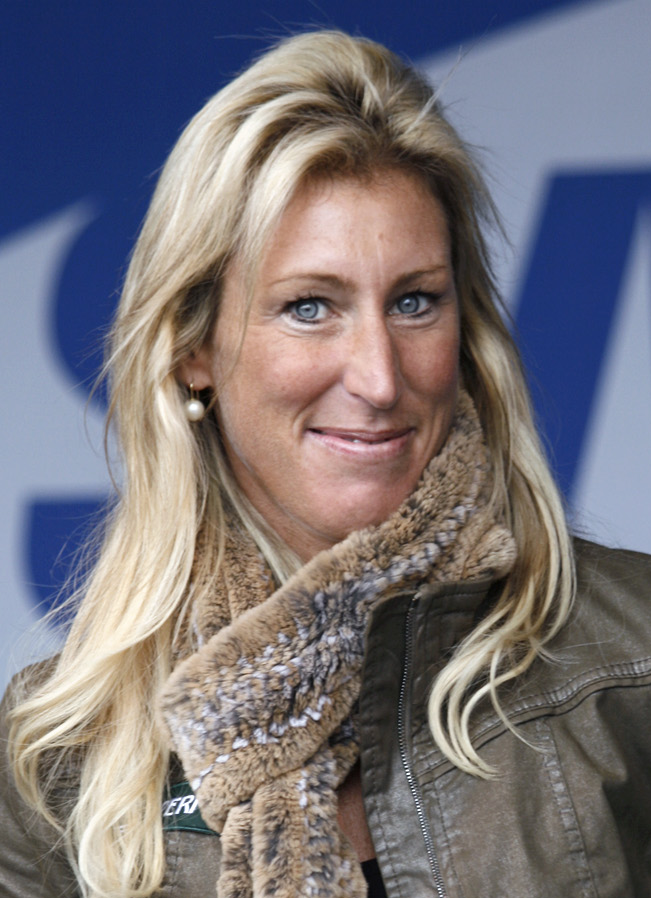
Stephanie Graf (Foto: 2008) – nach olympischem Silber im Vorjahr auch hier mit Silber belohnt
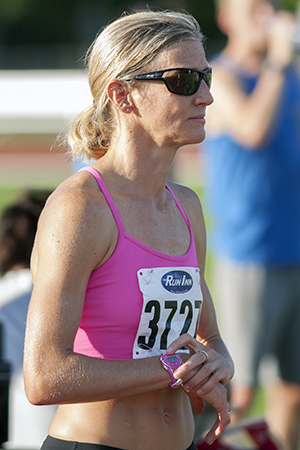
Diane Cummins erreichte Platz fünf

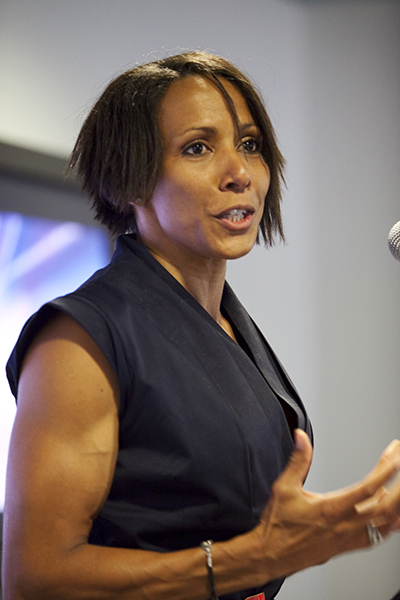
Kelly Holmes (hier im Jahr 2009), 2000 Olympiadritte und 1995 WM-Medaillengewinnerin über 800 und 1500 Meter, kam auf den sechsten Platz – ihre größten Erfolge hatte sie noch vor sich
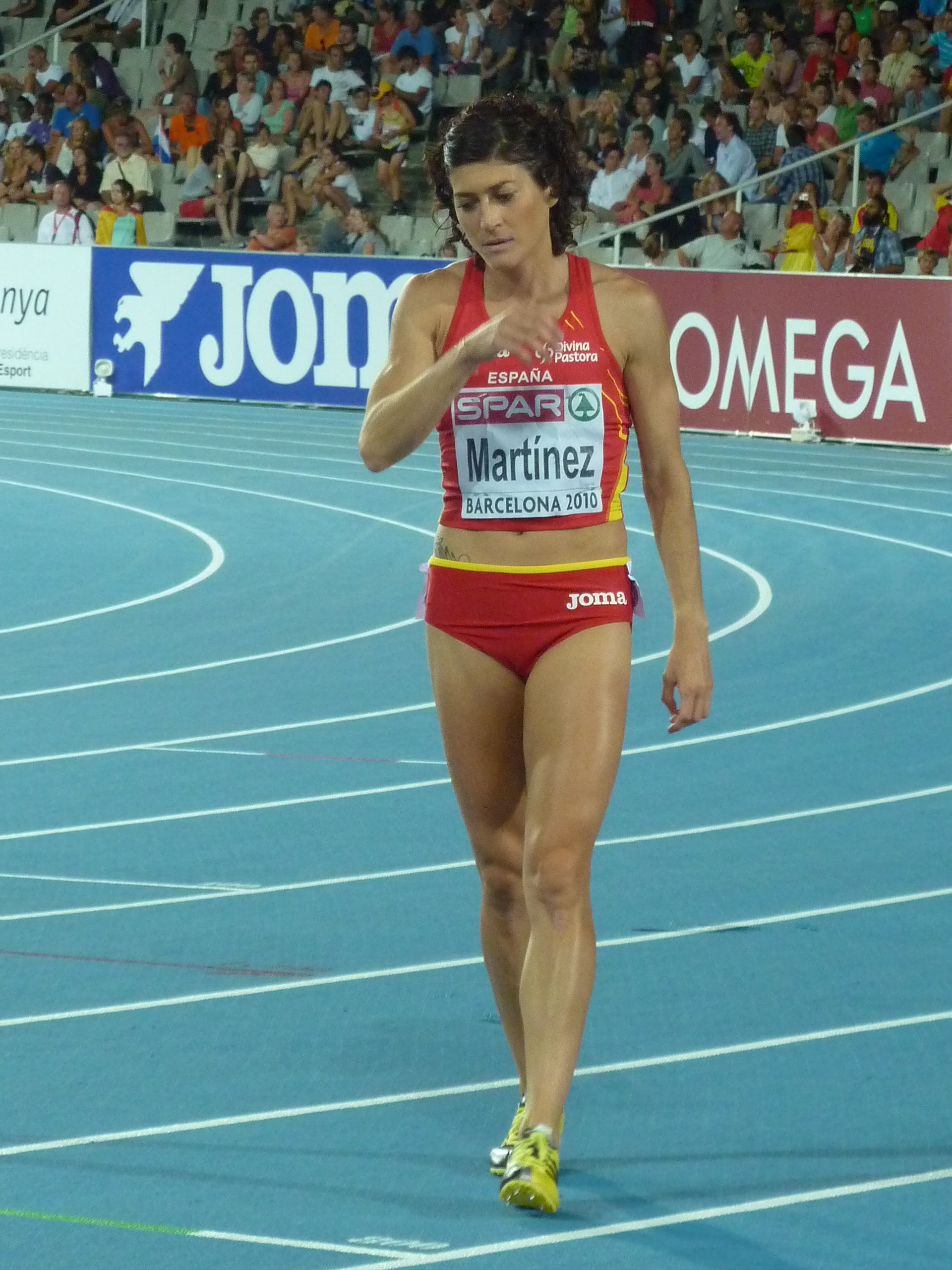
Die siebtplatzierte Mayte Martínez

## Video
- IAAF World Championships 800m Women's final auf youtube.com, abgerufen am 18. August 2020